# 富樫幸千代
富樫 幸千代（とがし こうちよ）は、室町時代後期の武将。富樫氏22代当主。

## 生涯
富樫成春の次男として誕生。
文明5年（1473年）、応仁の乱の影響で兄・政親と争い、真宗高田派や甲斐敏光と結んで勝利した。
しかし、翌6年（1474年）、本願寺と結んだ政親によって、加賀国から追放された。
元服したかも定かでなく、その後の詳細は不明である。